# Natação no Campeonato Mundial de Esportes Aquáticos de 2009 - 800 m livre feminino
A prova dos 800 metros livre feminino da natação no Campeonato Mundial de Esportes Aquáticos de 2009 ocorreu nos dias 31 de julho e 1 de agosto no Stadio del Nuoto em Roma.

## Recordes
Antes desta competição, os recordes mundiais e do campeonato nesta prova eram os seguintes:
| Tipo                  | Atleta            | Tempo   | Local     | Data                 | Ref |
| --------------------- | ----------------- | ------- | --------- | -------------------- | --- |
|                       | Rebecca Adlington | 8:14,10 | Pequim    | 16 de agosto de 2008 | ver |
| Recorde do campeonato | Kate Ziegler      | 8:18,52 | Melbourne | 31 de março de 2007  | ver |

## Medalhistas
| Ouro              | Prata                | Bronze                |
| Lotte Friis (DEN) | Joanne Jackson (GBR) | Alessia Filippi (ITA) |

## Resultados

### Eliminatórias
Estes são os resultados das eliminatórias:
| Pos. | Atleta                       | Tempo   | Bateria | Raia | Notas |
| ---- | ---------------------------- | ------- | ------- | ---- | ----- |
| 1    | GBR Rebecca Adlington        | 8:20.53 | 5       | 4    |       |
| 2    | GBR Joanne Jackson           | 8:20.80 | 3       | 4    |       |
| 3    | ROU Camelia Alina Potec      | 8:22.03 | 4       | 4    |       |
| 4    | ITA Alessia Filippi          | 8:24.03 | 5       | 5    |       |
| 5    | DEN Lotte Friis              | 8:25.72 | 4       | 5    |       |
| 6    | ESP Erika Villaecija         | 8:26.58 | 5       | 3    |       |
| 7    | RSA Wendy Trott              | 8:27.26 | 3       | 3    |       |
| 8    | CHI Kristel Kobrich Schimpl  | 8:27.90 | 3       | 2    |       |
| 8    | FRA Ophelie-Cyrielle Etienne | 8:27.90 | 4       | 6    |       |
| 10   | USA Chloe Sutton             | 8:29.25 | 5       | 6    |       |
| 11   | FRA Coralie Balmy            | 8:31.39 | 4       | 3    |       |
| 12   | ESP Eider Santamaria         | 8:33.51 | 4       | 2    |       |
| 13   | VEN Andreina Pinto           | 8:34.17 | 3       | 6    |       |
| 14   | CHN Junni Ren                | 8:36.14 | 4       | 1    |       |
| 15   | AUS Melissa Gorman           | 8:36.37 | 3       | 7    |       |
| 16   | AUT Jordis Steinegger        | 8:36.82 | 5       | 8    |       |
| 17   | MEX Patricia Castaneda       | 8:36.98 | 3       | 9    |       |
| 18   | AUS Blair Evans              | 8:38.10 | 5       | 2    |       |
| 19   | RUS Elena Sokolova           | 8:39.09 | 3       | 5    |       |
| 20   | IRL Nuala Murphy             | 8:39.17 | 4       | 9    |       |
| 21   | JPN Maiko Fujino             | 8:40.18 | 5       | 1    |       |
| 22   | IRL Grainne Murphy           | 8:40.23 | 5       | 9    |       |
| 23   | MEX Susana Escobar           | 8:41.10 | 4       | 8    |       |
| 24   | SIN Lynette Lim              | 8:42.16 | 2       | 2    |       |
| 25   | JPN Natsumi Iwashita         | 8:44.43 | 3       | 1    |       |

| Ver o restante da classificação | Ver o restante da classificação | Ver o restante da classificação | Ver o restante da classificação | Ver o restante da classificação | Ver o restante da classificação | Ver o restante da classificação |
| Pos.                            | Atleta                          | Tempo                           | Bateria                         | Raia                            | Notas                           |                                 |
| ------------------------------- | ------------------------------- | ------------------------------- | ------------------------------- | ------------------------------- | ------------------------------- | ------------------------------- |
| 26                              | SUI Swann Oberson               | 8:44.93                         | 2                               | 4                               |                                 |                                 |
| 27                              | VEN Yanel Pinto                 | 8:45.45                         | 2                               | 1                               |                                 |                                 |
| 28                              | USA Haley Anderson              | 8:45.91                         | 4                               | 7                               |                                 |                                 |
| 29                              | SLO Nina Cesar                  | 8:47.51                         | 5                               | 7                               |                                 |                                 |
| 30                              | CAN Savannah King               | 8:48.01                         | 5                               | 0                               |                                 |                                 |
| 31                              | SUI Iris Matthey                | 8:49.28                         | 2                               | 5                               |                                 |                                 |
| 32                              | TPE ChinKuei Yang               | 8:49.70                         | 2                               | 6                               |                                 |                                 |
| 33                              | AUT Nina Dittrich               | 8:51.65                         | 3                               | 0                               |                                 |                                 |
| 34                              | PHI Erica Cirila Totten         | 8:53.34                         | 2                               | 8                               |                                 |                                 |
| 35                              | KOR Youn Soo Cho                | 8:56.08                         | 2                               | 7                               |                                 |                                 |
| 36                              | SLO Nika Karlina Petric         | 8:56.71                         | 3                               | 8                               |                                 |                                 |
| 37                              | ECU Samantha Arevalo            | 9:05.74                         | 2                               | 0                               |                                 |                                 |
| 38                              | MAS Cai Lin Khoo                | 9:05.77                         | 2                               | 3                               |                                 |                                 |
| 39                              | SIN Hui Yu Koh                  | 9:10.25                         | 1                               | 5                               |                                 |                                 |
| 40                              | PER Andrea Cedron               | 9:14.90                         | 1                               | 4                               |                                 |                                 |
| 41                              | EGY Nada Abbas                  | 9:15.62                         | 2                               | 9                               |                                 |                                 |
| 42                              | TPE ShengYo Ting                | 9:20.80                         | 1                               | 3                               |                                 |                                 |
| 43                              | PER Daniela Miyahara Coello     | 9:25.02                         | 1                               | 6                               |                                 |                                 |
| 44                              | JOR Miriam Hatamleh             | 9:39.87                         | 1                               | 2                               |                                 |                                 |
| 45                              | DOM Nicole Huerta               | 9:53.98                         | 1                               | 7                               |                                 |                                 |
| 46                              | PAK Sakina Ghulam               | 10:05.79                        | 1                               | 1                               |                                 |                                 |
| 47                              | FIJ Tieri Erasito               | 10:52.89                        | 1                               | 8                               |                                 |                                 |

### Final
Estes são os resultados da final:
| Pos.              | Atleta                       | Raia | Tempo   | Notas                 |
| ----------------- | ---------------------------- | ---- | ------- | --------------------- |
| Medalha de ouro   | DEN Lotte Friis              | 2    | 8:15.92 | Recorde do campeonato |
| Medalha de prata  | GBR Joanne Jackson           | 5    | 8:16.66 |                       |
| Medalha de bronze | ITA Alessia Filippi          | 6    | 8:17.21 |                       |
| 4                 | GBR Rebecca Adlington        | 4    | 8:17.90 |                       |
| 5                 | ROU Camelia Alina Potec      | 3    | 8:20.44 |                       |
| 6                 | ESP Erika Villaecija         | 7    | 8:25.97 |                       |
| 7                 | FRA Ophelie-Cyrielle Etienne | 8    | 8:26.35 |                       |
| 8                 | RSA Wendy Trott              | 1    | 8:29.61 |                       |
| 9                 | CHI Kristel Kobrich Schimpl  | 0    | 8:30.10 |                       |

## Novos recordes
| Tipo                  | Atleta            | Tempo   | Local  | Data                 | Ref |
| --------------------- | ----------------- | ------- | ------ | -------------------- | --- |
|                       | Rebecca Adlington | 8:14.10 | Pequim | 16 de agosto de 2008 | ver |
| Recorde do campeonato | Lotte Friis       | 8:15.92 | Roma   | 1 de agosto de 2009  | ver |

Legenda
| Recorde mundial       | Recorde mundial (World record)               |                       | Recorde africano                      | Recorde africano (African) |                                           | Q | Classificado por posição (Qualified) |
| Recorde do campeonato | Recorde do campeonato (Championship record)  | Recorde da América    | Recorde da América (Americas)         | q                          | Classificado por melhor tempo (Qualified) |   |                                      |
| Melhor marca do ano   | Melhor marca do ano (World leading)          | Recorde asiático      | Recorde asiático (Asian)              | DNS                        | Não largou (Did not start)                |   |                                      |
| Recorde nacional      | Recorde nacional (National record)           | Recorde europeu       | Recorde europeu (European)            | DNF                        | Não terminou (Did not finish)             |   |                                      |
| Recorde pessoal       | Recorde pessoal do atleta (Personal best)    | Recorde da Oceania    | Recorde da Oceania (Oceania)          | DSQ / DQ                   | Desclassificado (Disqualified)            |   |                                      |
| Recorde da temporada  | Recorde da temporada do atleta (Season best) | Recorde sul-americano | Recorde sul-americano (South America) | NM                         | Sem marca (No mark)                       |   |                                      |